# 山根俊英
山根 俊英（やまね としひで、1928年3月1日 - 2009年3月5日）は、鳥取県米子市出身のプロ野球選手（投手）・コーチ・監督、解説者。

## 経歴
鳥取一中最後のプロ入り選手。鳥取農専時代は大分経専の荒巻淳と並ぶ快速球で知られ、1946年の「全国専門学校野球大会」で準優勝を果たす。その後は鐘淵化学を経て、1950年に荒巻と同じく毎日オリオンズへ入団し、2年目の1951年に一軍初出場。アンダースロー投手として活躍し、1952年には不振の荒巻をカバーすべく先発・抑えと奮闘。自己最高の12勝をあげた。1958年に現役引退。アンダースローからカーブ、シュート、シンカーを武器とした。
引退後はラジオ関東・フジテレビ・ニッポン放送・文化放送野球解説者（1959年 - 1967年。フジテレビは1970年 - 1971年も担当）を経て、サンケイ→アトムズ（1968年 - 1969年一軍投手コーチ）、東映→日拓→日本ハム（1972年 - 1974年一軍投手コーチ）、ロッテ（1977年二軍投手コーチ）、大洋（1978年 - 1981年一軍投手コーチ, 1982年 - 1984年二軍監督, 1988年 - 1989年二軍チーフコーチ）、中華職棒・兄弟（1992年投手コーチ, 1993年 - 1995年監督）、台湾TML・高屏生活雷公（1997年 - 1999年監督）で監督・コーチを歴任。
1981年にはシーズン途中で休養した土井淳監督に代わり大洋の代理監督を務め、1982年は二軍監督としてイースタン・リーグ優勝に導く。台湾では1993年・1994年に兄弟を優勝させて「山根魔術」と呼ばれ、陳憲章を「味全キラー」に育て上げた。山根は2年連続で最優秀監督（最佳総教練）に輝いたが、1992年には森下正夫（兄弟）が受賞しており、3年連続で兄弟の日本人監督が受賞することとなった。その後も1995年と1996年には大石弥太郎（統一）が受賞しており、実際には5年連続で日本人監督が受賞することとなった。高屏生活雷公でも1998年に優勝し、退任後は雷公のスポンサーである那魯湾股份有限公司の終身顧問となった。
山根は台湾の選手について「みんな気持ちが優しい。叱って『なにくそ!』って頑張る者は少なく、多くの人はシュンとなってしまう。それでは伝わるものも伝わらない。たとえ、こちらが年長者とはいえ、見下したような接し方ではダメ。選手らのところまで下りていって、一緒に上がっていく。そんな指導をしないと、こちらの選手は伸びない」と振り返っている。
また、米田哲也らと鳥取県内で少年野球教室を開くこともあった。
2009年3月5日、肺癌のため死去。81歳没。

## 詳細情報

### 年度別投手成績
| 年 度     | 球 団     | 登 板 | 先 発 | 完 投 | 完 封 | 無 四 球 | 勝 利 | 敗 戦 | セ 丨 ブ | ホ 丨 ル ド | 勝 率 | 打 者 | 投 球 回 | 被 安 打 | 被 本 塁 打 | 与 四 球 | 敬 遠 | 与 死 球 | 奪 三 振 | 暴 投 | ボ 丨 ク | 失 点 | 自 責 点 | 防 御 率 | W H I P |
| --------- | --------- | ----- | ----- | ----- | ----- | -------- | ----- | ----- | -------- | ----------- | ----- | ----- | -------- | -------- | ----------- | -------- | ----- | -------- | -------- | ----- | -------- | ----- | -------- | -------- | ------- |
| 1951      | 毎日 大毎 | 21    | 8     | 4     | 1     | 2        | 4     | 4     | --       | --          | .500  | 363   | 88.1     | 78       | 6           | 27       | --    | 2        | 21       | 4     | 0        | 42    | 36       | 3.64     | 1.19    |
| 1952      | 毎日 大毎 | 42    | 19    | 4     | 0     | 0        | 12    | 6     | --       | --          | .667  | 761   | 192.0    | 156      | 11          | 53       | --    | 2        | 81       | 7     | 1        | 78    | 67       | 3.14     | 1.09    |
| 1953      | 毎日 大毎 | 22    | 9     | 1     | 0     | 0        | 1     | 6     | --       | --          | .143  | 290   | 68.0     | 73       | 4           | 24       | --    | 2        | 23       | 2     | 0        | 36    | 26       | 3.44     | 1.43    |
| 1954      | 毎日 大毎 | 3     | 1     | 0     | 0     | 0        | 1     | 0     | --       | --          | 1.000 | 40    | 8.1      | 9        | 0           | 5        | --    | 1        | 1        | 0     | 0        | 3     | 3        | 3.00     | 1.68    |
| 1955      | 毎日 大毎 | 21    | 13    | 1     | 1     | 0        | 3     | 5     | --       | --          | .375  | 364   | 91.0     | 79       | 2           | 19       | 0     | 1        | 24       | 3     | 0        | 31    | 24       | 2.37     | 1.08    |
| 1956      | 毎日 大毎 | 33    | 15    | 2     | 0     | 0        | 6     | 5     | --       | --          | .545  | 452   | 113.2    | 103      | 2           | 28       | 1     | 3        | 36       | 0     | 0        | 26    | 18       | 1.42     | 1.15    |
| 1957      | 毎日 大毎 | 24    | 5     | 1     | 0     | 0        | 3     | 4     | --       | --          | .429  | 221   | 54.0     | 44       | 4           | 17       | 0     | 2        | 29       | 0     | 0        | 27    | 19       | 3.17     | 1.13    |
| 1958      | 毎日 大毎 | 4     | 0     | 0     | 0     | 0        | 0     | 0     | --       | --          | ----  | 37    | 6.1      | 17       | 2           | 3        | 0     | 0        | 5        | 0     | 0        | 9     | 9        | 11.57    | 3.16    |
| 通算：8年 | 通算：8年 | 170   | 70    | 13    | 2     | 2        | 30    | 30    | --       | --          | .500  | 2528  | 621.2    | 559      | 31          | 176      | 1     | 13       | 220      | 16    | 1        | 252   | 202      | 2.92     | 1.18    |

- 各年度の太字はリーグ最高
- 毎日（毎日オリオンズ）は、1958年に大毎（毎日大映オリオンズ）に球団名を変更

### 表彰
CPBL
- 最佳総教練（最優秀監督）：2回 （1993年、1994年）

### 記録

#### NPB
初記録
- 初登板：1951年4月06日、対大映ユニオンズ1回戦（後楽園球場）、8回裏に2番手で救援登板・完了、1回無失点
- 初勝利・初先発勝利：1951年7月27日、対大映ユニオンズ11回戦（後楽園球場）、6回1/3を2失点
- 初完投：1951年8月11日、対阪急ブレーブス14回戦（佐世保市営球場）、9回1失点
- 初完封：1951年8月26日、対東急フライヤーズ16回戦（後楽園球場）、6回無失点（雨天コールド）

その他の記録
- オールスターゲーム出場：1回 （1952年）

### 背番号
- 41 （1950年 - 1953年）
- 14 （1954年 - 1958年）
- 51 （1968年 - 1969年）
- 71 （1972年 - 1973年）
- 60 （1974年）
- 90 （1977年）
- 59 （1978年 - 1984年）
- 82 （1988年 - 1989年）
- 59 （1992年 - 1995年、1997年 - 1999年）